# Jumelles, Eure
Jumelles är en kommun i departementet Eure i regionen Normandie i norra Frankrike. Kommunen ligger i kantonen Saint-André-de-l'Eure som tillhör arrondissementet Évreux. År 2022 hade Jumelles 327 invånare.

## Befolkningsutveckling
Antalet invånare i kommunen Jumelles
Referens:INSEE